# Sparkasse Nordschwaben
Die Sparkasse Nordschwaben ist ein öffentlich-rechtliches Kreditinstitut mit Sitz in Dillingen in Bayern. Sie ist aus der Fusion der Sparkassen Sparkasse Dillingen-Nördlingen und Sparkasse Donauwörth zum 1. Januar 2025 entstanden.

## Sparkassen-Finanzgruppe
Die Sparkasse Nordschwaben ist Teil der Sparkassen-Finanzgruppe und gehört damit auch ihrem Haftungsverbund an. Er sichert den Bestand der Institute und sorgt dafür, dass sie auch im Fall der Insolvenz einzelner Sparkassen alle Verbindlichkeiten erfüllen können. Die Sparkasse vermittelt Bausparverträge der regionalen Landesbausparkasse, offene Investmentfonds der Deka und Versicherungen der Versicherungskammer Bayern. Im Bereich des Leasing arbeitet die Sparkasse Nordschwaben mit der  Deutschen Leasing zusammen. Die Funktion der Sparkassenzentralbank nimmt die BayernLB wahr.